# Shrink – Nur nicht die Nerven verlieren
Shrink ist eine US-amerikanische schwarze Independent-Tragikomödie aus dem Jahr 2009. Regie führte Jonas Pate. In der Hauptrolle ist Kevin Spacey zu sehen. Der Film wurde auf dem Sundance Film Festival 2009 uraufgeführt.

## Handlung
In Hollywood, Psychiater Dr. Henry Carter: Die meisten von Carters Patienten sind Berühmtheiten der Filmindustrie, die alle ihre eigene Lebenskrise durchmachen. Carter lebt in einem großen, luxuriösen Haus mit Blick auf die Hollywood Hills und hat ein sehr erfolgreiches Selbsthilfebuch veröffentlicht. Allerdings ist er verwahrlost und lebt allein in seinem großen Haus. Er raucht Marihuana zu Hause, in seinem Auto und hinter seinem Büro, wenn er keine Patienten behandelt. Carter trinkt sich regelmäßig in seinem Haus in den Schlaf, wacht in seiner Kleidung auf und betritt nie sein Schlafzimmer. Trotz seiner eigenen Probleme setzt Carter die Psychotherapie mit seinen Patienten fort, wobei er seine Prägnanz, sein Mitgefühl und seine enge Arzt-Patienten-Beziehung beibehält.
Einer von Carters Patienten sind Patrick, ein hochrangiger Talentagent, der sowohl narzisstisch als auch ängstlich ist und eine Keimphobie hat. Ein anderer ist Seamus, ein Schauspieler, der verschiedenen Drogen und Alkohol verfallen ist, und einer von Patricks größten Kunden. Seamus ist nicht einer von Carters Patienten, aber sie teilen sich einen Drogendealer namens Jesus. Jack Holden ist ein weiterer Prominenter mit einem Alkoholproblem, das er allerdings verleugnet. Er setzt die Therapie jedoch fort, weil er glaubt, dass er sexsüchtig ist. Kate ist eine Schauspielerin in den Dreißigern, die intelligent, mitfühlend und selbstsicher ist, aber aufgrund von Patricks Ansicht, dass ihr Alter eine Einschränkung darstellt, weniger Karrierechancen hat. Ihr Rockstar-Ehemann, von dem sie sagt, dass er „nicht immer so war“, ist egozentrisch und betrügt sie. Carters neueste Patientin, Jemma, ist eine problembehaftete Highschool-Schülerin, die von ihrer Schule zu einem Therapeuten geschickt wird, nachdem sie sich durch Schläge gegen einen Spiegel die Hand verletzt hat. Sie wird von Carters Vater als Pro-bono-Fall an ihn verwiesen, da Jemmas Mutter, wie auch Carters Frau, durch Selbstmord gestorben ist. Jemma ist eine begeisterte Kinobesucherin, die Filmemacherin werden möchte.
Carter hat nur wenige Freunde und verbringt seine Zeit mit Jesus, seinem schrulligen Grasdealer. Carter verkehrt auch mit Jeremy, mit dem er durch Carters verstorbene Frau, deren Mutter Jeremys Patentante war, lose verwandt ist. Jeremy ist ein junger Drehbuchautor, der ein romantisches Interesse an Patricks Assistentin Daisy hat. Jeremy lässt sich auch von Jemma kreativ inspirieren. Jeremy stiehlt heimlich Jemmas private Akte aus Carters Büro und verfolgt ein platonisches Interesse an Jemma. Er schreibt sein bahnbrechendes Drehbuch über Jemma, und mit Daisys Hilfe gelingt es Jeremy, Patricks Interesse an dem Drehbuch zu wecken.
Carter erleidet in einer Live-Fernseh-Talkshow einen Zusammenbruch und erschreckt den Moderator und die Zuschauer, als er zum ersten Mal öffentlich erklärt, dass seine Frau durch Selbstmord gestorben ist. Er bezeichnet sein Buch als „Schwachsinn“ und sich selbst als Betrüger und stürmt aus der Sendung. Jemma, Daisy und Jeremy reagieren auf Carters Ausraster in der Sendung. Carter beschließt, Jemma nicht mehr zu behandeln, obwohl er Jemma hilft, den Selbstmord ihrer Mutter zu verarbeiten.
Jemma entdeckt das Drehbuch und fühlt sich von Jeremy betrogen. Carter greift Jeremy wegen seines Betrugs wütend an, akzeptiert aber seine eigene berufliche Verantwortung in dieser Situation, die er unwissentlich zugelassen hat. Später werden Carter und Jeremy auf mysteriöse Weise zu einem Treffen in Patricks Büro eingeladen. Patrick setzt sie in einen Konferenzraum, wo Jemma bereits wartet. Zu ihrer Überraschung befürwortet Jemma nun Jeremys Drehbuch. Patrick kündigt an, dass er Jemma vertreten und Jeremys Drehbuch verfilmen wird. Carter, der seinen Drogenvorrat entsorgt hat, sucht Kate zu Hause auf. Er sagt ihr, dass er sie nicht mehr sehen will, „…beruflich“, was sein Interesse an einem romantischen Treffen mit ihr andeutet. Sie lächelt.
In dieser Nacht betritt Carter sein Schlafzimmer im Schlafanzug. Er betrachtet kurz sein ehemaliges Ehebett, bevor er hineinklettert und das Licht ausmacht.

## Rezeption
Shrink erhielt viele negative Kritiken von Kritikern. Auf Rotten Tomatoes hat der Film eine 27 % Zustimmung, basierend auf 64 Bewertungen, mit einer Durchschnittsnote von 4,6/10. Die Kritiken auf der Website lauten: „Kevin Spaceys Leistung ist fast stark genug, um diese Hollywood-Dramedy vor sich selbst zu retten, aber am Ende wird er von einem klischeehaften Drehbuch und einer gleichgültigen Regie heruntergezogen.“ Auf Metacritic hat der Film eine Punktzahl von 40 von 100, basierend auf 21 Kritiken, was auf „gemischte oder durchschnittliche Kritiken“ hinweist.
Roger Ebert lobte Spaceys und Palmers Darbietungen als Henry bzw. Jemma, war aber der Meinung, dass die Filmemacher „eine tiefe Charakterisierung umgehen und eine eher konventionelle Auswahl an Klienten für Spaceys Psychiater“ in den Film einbringen: „Shrink enthält Ideen für einen Film, aber kein emotionales Zentrum. Eine Gruppe von gestörten Charakteren wird versammelt und darf sich austoben, ohne dass es viel bringt.“
Marjorie Baumgarten vom Austin Chronicle lobte Spaceys „sardonische Darstellung“ seiner Rolle und die Auftritte von Plemons und Vidal, die „ungewohnt und frisch“ bzw. eine „verblüffende Überraschung“ seien, kritisierte aber die „seichte Geschichte“ des Films mit miteinander verbundenen Charakteren, die die Glaubwürdigkeit strapazierten, und kam zu dem Schluss: „Der Schluss des Films ist antiklimaktisch und unbefriedigend, aber vielleicht ist das eine getreue Wiedergabe der psychiatrischen Erfahrung: ein leises Schließen des Scheunentors, wenn das Pferd bereits aus dem Stall galoppiert ist.“